# Języki syngalesko-malediwskie
Języki syngalesko-malediwskie – podgrupa w obrębie języków indoaryjskich (indyjskich).

## Klasyfikacja wewnętrzna

### Klasyfikacja Merritta Ruhlena
Języki indyjskie
- Języki romskie
- Języki północnoindyjskie
- Języki syngalesko-malediwskie
  - Język malediwski
  - Język syngaleski
  - Język wedda

### Klasyfikacja Ethnologue
Języki indoaryjskie
- Języki indoaryjskie zewnętrzne
  - Języki indoaryjskie południowe
    - Język marathi
    - Języki konkani
    - Języki syngalesko-malediwskie
      - Język malediwski
      - Język syngaleski
      - Język wedda